# 분자운

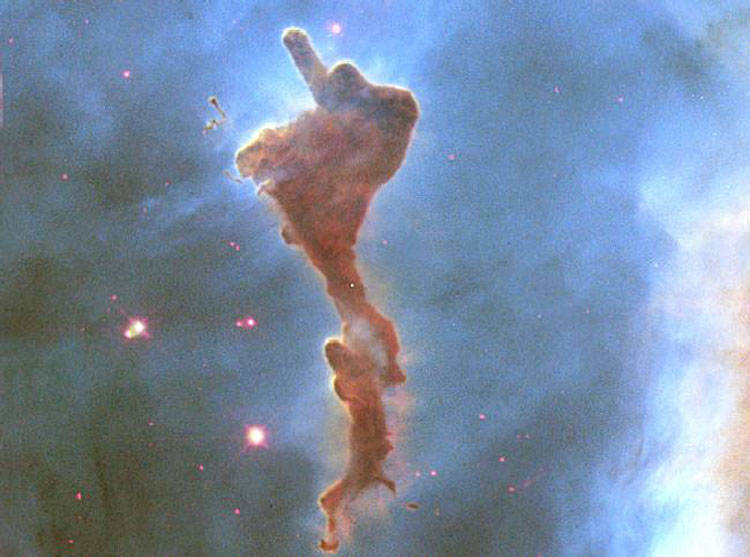
열쇠 구멍 성운의 분자 구름.

때론 별들의 양성소(별의 형태가 이안에서 발생할 때)로 불리는 분자운(分子雲, molecular cloud)은 성간 구름의 한 형태로 그 밀도와 크기가 분자의 형태로 구성되어 있는데, 그중 대부분이 수소 분자이다.
이 점이 대부분이 이온화된 가스로 구성된 성간 중심의 다른 부분과 차이점이다.
수소 분자는 적외선과 전파 관측으로 발견하기 어려운데, 그래서 이 분자들을 발견하기 위해서 자주 사용되는 것이 일산화탄소이다. 탄소 광도와 H2 질량 사이에 비율이 일정한 것으로 보이는데,비록 이 말들이 다른 은하의 관측 자료로 사실이라고 가정한 것으로 의혹이 있다.
은하 안에 분자운이 성간 물질 중 대략 1퍼센트 정도를 차지하는 것으로 추정된다. 그러나 그것은 또한 태양계의 궤도에 가스 질량 내부에 성간 물질의 조밀한 부분에 대략 반정도 구성하고 있다. 분자운의 대량 고리(태양은 중심으로부터 약 8.5킬로파섹)는 은하 중심에서 약 2.5~705 킬로파섹(11,000~24,000 광년) 사이에 포함된다. 은하의 대량의 일산화탄소 지도는 이 분자들이 은하의 나선팔을 구성하는데 연관성이 있는 것을 보여준다. 이 분자 가스가 주로 나선 팔의 분자운에서 발생하고 10만 년 보다 짧은 시간 간격을 분리된다(나선팔 부분을 통과하는데 걸리는시간)는 것을 암시한다.
은하의 행성의 수직으로 분자 가스는 독특한 스케일 높이Z에 따듯한 분자(Z에서 130~400 파섹)보다 더 얇은 대략 50~75파섹의 은하디스크의 좁은 중간면에 분포하고 이온화된 ISM의 이온화된 가스성분을 데운다. 이온화 가스에 대한 한 예외는 H II영역인데, 이 부분은 어린 큰 별이 낸  분자운안에 생성된 격렬한 전파로 인해 생긴 분자운에 생성된 뜨거운 이온화된 가스의 거품이고 보통 그것들은 대략적으로 분자운같이 수직적인 분포를 가진다.이 분자운의 분포는 결국 더 큰 거리의 평균이 되었다. 하지만 작은 규모의 가스 분포는 구름의 복잡성과 별개의 구름에서 크게 불규칙적이다.

## 과정

### 별의 형성
별의 형성은 오로지 분자운 안에서 일어난다. 높은 밀도와 낮은 온도를 가진 분자운에서 일어나는 당연한 현상이다. 하지만 중력이 분자운내에 과도하게 작용하면 내부의 압력이 밖으로 작용하는 힘을 방해하여 분자운이 붕괴될 수도 있다. 이 현상은 관측된 흔적이며 큰 별이 생성되는 구름은 그것들 안의 중력(별이나 행성이나 은하들)만큼의 크기로 생성되도록 한정한다. 이 흔적들은 궤도 속도와 같은 방식의 CO석폭의 크기가 휘몰아치는 속도에서 발생된 사건에서 온 것이다.

### 물리적 이해
분자운의 물리적 특징은 불완전하게 이해되고 많은 논쟁이 있다. 분자운 내부의 운동들은 추위와 자기를 가진 가스들의 힘에 의해 결정되고 이 거센 운동들은 높은 초음속이지만 자기 폭풍의 속도와 비교된다. 이 상태는 빠른 에너지의 상실이나 에너지의 꾸준한 재주입, 전반적인 붕괴의 하나를 조건으로 한다고 유추된다. 같은 시간에 분자운들은 몇가지 과정(대부분 중성자별의 영향-그들의 구성물질중 중요한 부분에서 탄생되 별들)으로 인해 붕괴된다고 알려졌다.
분자운 특히 거대 분자운들은 보통 천문학이 해결해야할 과제의 중심이다.

## 같이 보기
- 학문
  - 화학
    - 우주화학 (Astrochemistry)

  - 천체물리학
    - 원자천체물리학 (Atomic astrophysics)
    - 분자천체물리학 (Molecular astrophysics)
- 우주진
- 증발하는 기체 구상체 (Evaporating gaseous globule)
- 성간 얼음 (Interstellar ice)
- 성간매질과 별주위외피층의 목록 (List of interstellar and circumstellar molecules)
- 성운
- 오리온자리 분자운 복합체 (Orion Molecular Cloud Complex)
- 태양계의 형성과 진화